# シアン化コバルト(II)
シアン化コバルト(II)（シアンかコバルト に、英: cobalt(II) cyanide）は、化学式 Co(CN)2 で表される無機化合物。無機化学領域および均一系触媒として注目を集めている配位高分子の1つである。

## 用途
オクタカルボニル二コバルト製造の前駆体となる。

## 生成
シアン化カリウムにコバルト塩溶液を加えることにより、赤褐色のシアン化コバルト(II)三水和物が得られる。
{\displaystyle {\ce {{CoCl2(H2O)6}+ 2 KCN -> {Co(CN)2}+ {2KCl}+ 6H2O}}}
シアン化コバルト(II)の水和物を過剰のシアン化カリウムの存在下で溶解すると、赤色の六シアン化コバルト四カリウム (K4Co(CN)6) が生じる。さらに酸化すると黄色の六シアン化コバルト三カリウム (K3Co(CN)6) が得られる。